# Ryszard Rynkowski
Ryszard Rynkowski (* 9. října 1951 v Elblągu) je polský zpěvák, skladatel, klavírista, melorecitátor a herec. V letech 1978–1987 zpěvák skupiny Vox a od roku 1987 zpěvák sólový.
Byl oceněn Rytířským křížem Řádu Polonia Restituta a Řádem úsměvu. Je čestným občanem města Elbląg.

## Životopis

### Počátky kariéry

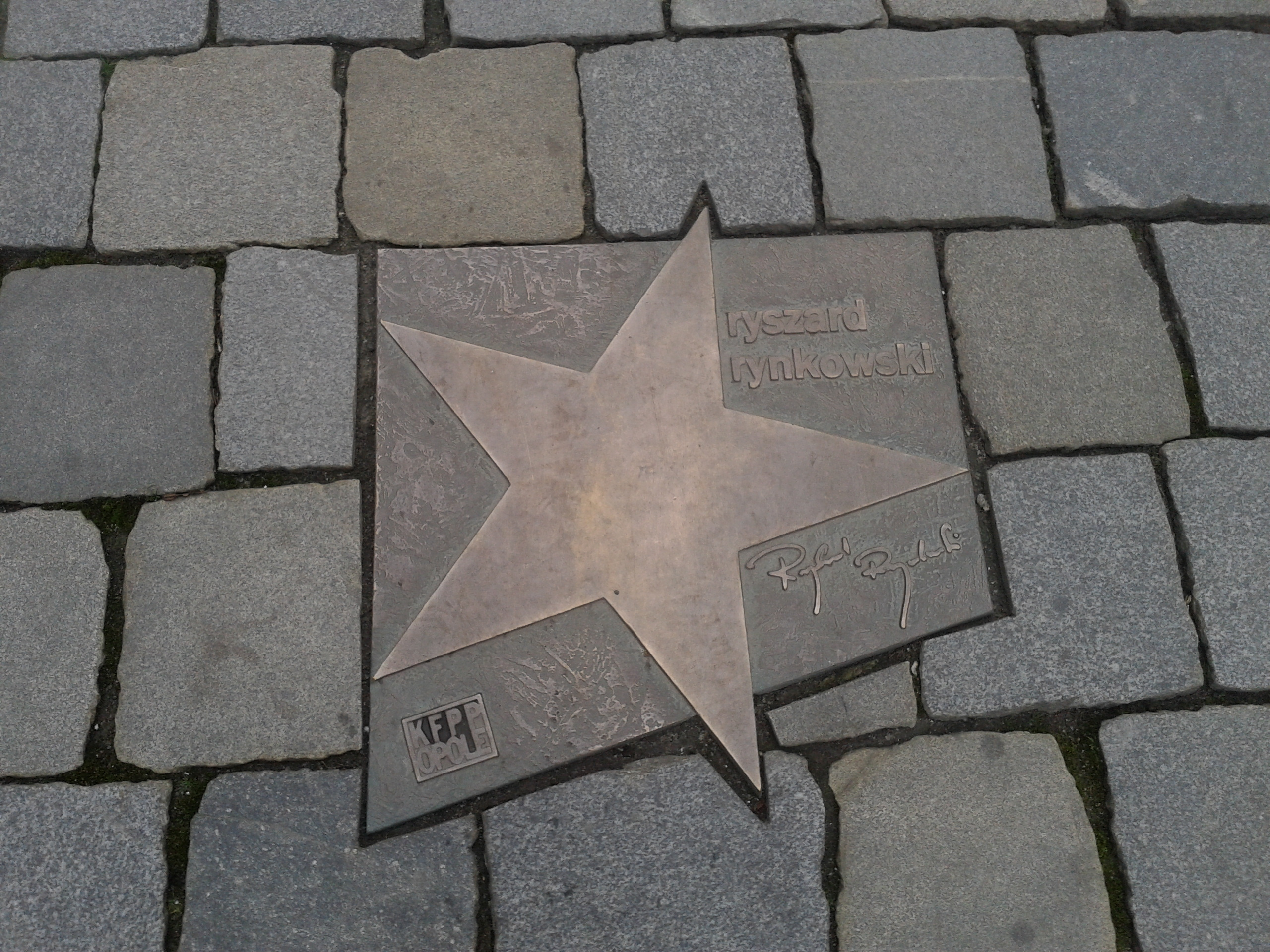
Hvězda Ryszarda Rynkowského v Opolí

Jako dítě se učil hrát na klavír, nejprve u varhaníka z farnosti, poté na základní hudební škole. Později hrál v amatérských kapelách v Elblągu. V letech 1967–1970 studoval na střední škole v Elblągu, kde vedl kabaret Tak To Bywa. Studoval na Vyšší odborné pedagogické škole v Olsztynu.
Debutoval ve skupině El v roce 1972 na 5. Festivalu studentské kultury v Olsztynu. V roce 1973 se přestěhoval do Varšavy a začal mimo jiné spolupracovat s Operetką Warszawską a Divadlem na Targówku.
V letech 1977–1978 hrál na klavír ve skupině Grupa Bluesowa Graminie. Zároveň napsal hudbu ke hře Rapsod Polski, která byla uvedena v Pruszkowie u Varšavy divadelní skupinou vedenou Bolesławem Jastrzębskim za doprovodu skupiny VIP. Poté pracoval se skupinou Victoria Singers, která v roce 1979 změnila svůj název na Vox. Je autorem mnoha písní této kapely, mimo jiné:
- Masz w oczach dwa nieba (3. místo na KFPP Opole '79),
- Bananowy song (oceněna Bronzovou lírou na bratislavském festivalu v roce 1980),
- Szczęśliwej drogi, już czas.

### Sólová kariéra

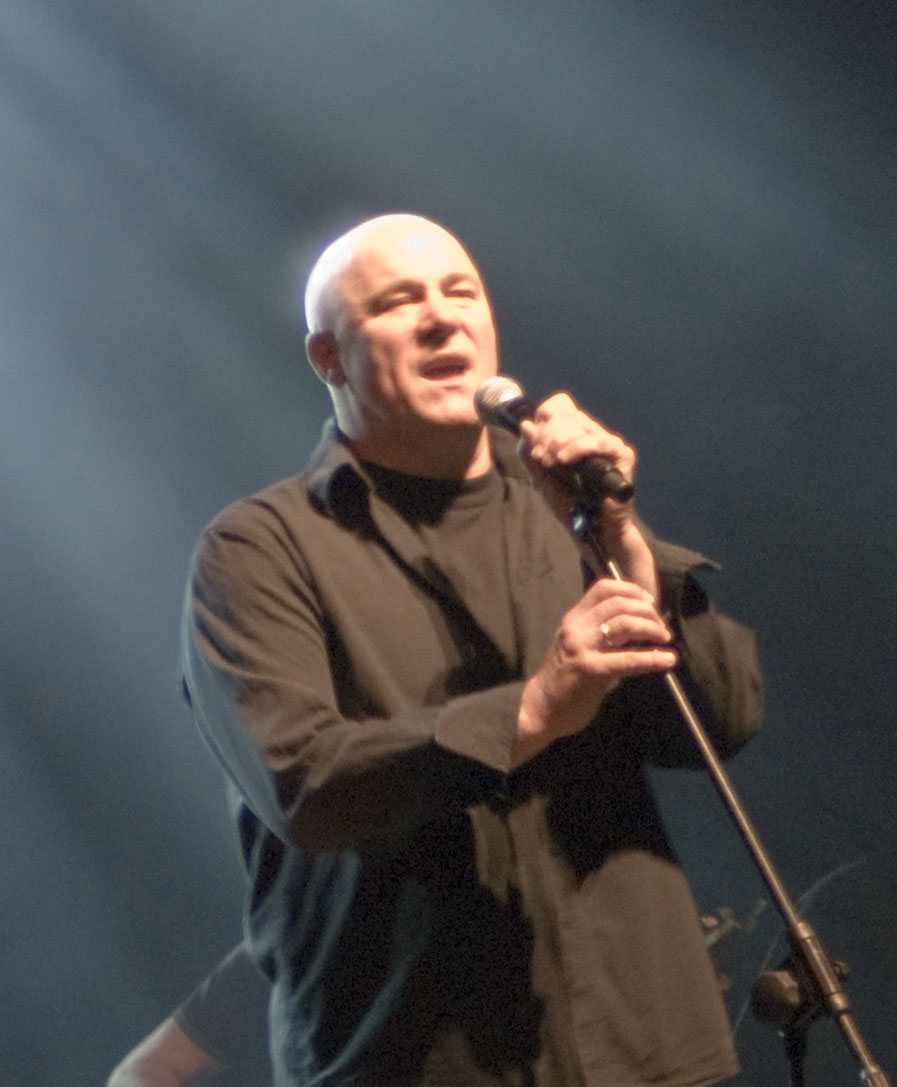
Ryszard Rynkowski – koncert v Poznani 2008

Po rozchodu ze skupiny Vox v roce 1987 zahájil sólovou kariéru. Je dlouholetým laureátem Národního festivalu polské písně v Opole, který vyhrál v letech 1979, 1989, 1990 a 1994.
V roce 1993 se objevil v hlavní roli v muzikálu Pan Twardowski. V roce 2001 získal ocenění Fryderyka jako zpěvák roku.
V roce 2011 se podílel na písni Mazurski cud, která byla vytvořena v rámci kampaně Mazury Cud Natury, jež propagovala oblast Mazury.

## Soukromý život
Jeho první manželka Hanna zemřela na rakovinu prsu. Z tohoto manželství má dceru Martu (* 1978). V říjnu 2008 se mu narodilo druhé dítě, syn Ryszard. Je ženatý s Edytou (* 1973). 3. dubna 2009 se zpěvákovi narodil první vnuk Jan a v roce 2010 druhý vnuk Ignacy.
V roce 2002 mu radní z Elblągu udělili čestné občanství města Elbląg.
V roce 2005 podpořil volební kampaň strany Právo a spravedlnost svou účastí v řadě koncertů Wiosna Polaków.
V noci z 15. na 16. listopadu 2016 vyhrožoval před svým domem rodině sebevraždou. Po několika minutovém rozhovoru se zpěvák uklidnil a zbraň předal policii. Pistole, kterou měl v ruce, byla nabitá ostrými náboji.

## Diskografie
| 1991 | Szczęśliwej drogi już czas - Rok: 1991 - Vydal: Polskie Nagrania Muza            |                      |  |  |  |  |  |  |
| 1991 | Una Luz en la Oscuridad - Rok: 1991 - Vydal: Vede Records                        |                      |  |  |  |  |  |  |
| 1995 | Jedzie pociąg z daleka - Rok: 1995 - Vydal: Agencja Artystyczna MTJ              |                      |  |  |  |  |  |  |
| 1995 | Kolędy. Dziś nadzieja rodzi się - Rok: 1995 - Vydavatel: Agencja Artystyczna MTJ |                      |  |  |  |  |  |  |
| 1998 | Jawa - Datum: 30. březen 1998 - Vydavatel: Pomaton EMI                           | - zlatá deska        |  |  |  |  |  |  |
| 2000 | Dary losu - Datum: 1. prosinec 2000 - Vydavatel: Pomaton EMI                     | - 2x platinová deska |  |  |  |  |  |  |
| 2001 | Intymnie - Datum: 3. prosince 2001 - Vydavatel: Pomaton EMI                      | - platinová deska    |  |  |  |  |  |  |
| 2002 | Kolędy - Datum: 16. listopadu 2002 - Vydavatel: Pomaton EMI                      |                      |  |  |  |  |  |  |
| 2003 | Ten typ tak ma - Datum: 27. listopadu 2003 - Vydavatel: Pomaton EMI              |                      |  |  |  |  |  |  |
| 2009 | Zachwyt - Datum: 13. březen 2009 - Vydavatel: Pomaton EMI                        | - zlatá deska        |  |  |  |  |  |  |
| 2011 | Ryszard Rynkowski - Datum: 24. května 2011 - Vydavatel: EMI Music Poland         |                      |  |  |  |  |  |  |
| 2012 | Razem - Datum: 27. listopadu 2012 - Vydavatel: EMI Music Poland                  | - zlatá deska        |  |  |  |  |  |  |
|      |                                                                                  |                      |  |  |  |  |  |  |

| 1998 | Złota kolekcja – Inny nie będę - Data: 16. listopadu 1998 - Vydavatel: Pomaton EMI | - 2x platinová deska |  |  |  |  |  |  |
| 2005 | Złota kolekcja – Śpiewająco - Data: 1. říjen 2005 - Vydavatel: Pomaton EMI         |                      |  |  |  |  |  |  |
|      |                                                                                    |                      |  |  |  |  |  |  |

| Rok | Název |      |                       |
| --- | ----- | ---- | --------------------- |
| Rok | Název | 2001 | Dziewczyny lubią brąz |

| Rok  | Název                |
| LP3  |                      |
| ---- | -------------------- |
| 1997 | Wznieś serce         |
| 1998 | Dobry dzień          |
| 2001 | Za młodzi, za starzy |
| 2001 | Intymnie             |

## Muzikály
- Pan Twardowski – muzikál, P 1993 Polonia Records, Polonia CD 014.

## Filmografie
| Rok  | Název                                              | Role                             |
| ---- | -------------------------------------------------- | -------------------------------- |
| 2000 | Zaduszki narodowe 2000. Sybir, ostatnie pożegnanie |                                  |
| 1991 | V.I.P.                                             | „Fuks“, kriminálník pana Jerzyho |
| 1990 | Zabić na końcu                                     | Zpěvák                           |
| 1988 | Alchemik                                           | Trubadúr                         |
| 1988 | Alchemik Sendivius (minisérie)                     | Trubadúr                         |

## Ocenění
- Řád úsměvu (2002)[13]
- Rytířský kříž řádu Polonia Restituta (2010)[14]
- Stříbrná medaile za zásluhy v kultuře Gloria Artis (2015)[15]